# ريتشارد بارتولوميو
ريتشارد بارتولوميو هو مصور ميانماري، ولد في 29 نوفمبر 1926 في داوي، ميانمار في ميانمار، وتوفي في 11 يناير 1985 في نيودلهي في الهند.